# Dictyna paitaensis
Dictyna paitaensis är en spindelart som beskrevs av Schenkel 1953. Dictyna paitaensis ingår i släktet Dictyna och familjen kardarspindlar. Inga underarter finns listade i Catalogue of Life.